# Hron (odrůda révy vinné)
Hron je středně pozdní moštová odrůda révy vinné (Vitis vinifera), používaná k výrobě červených vín. Odrůda byla vyšlechtěna na Slovensku v roce 1976, Ing. Dorotou Pospíšilovou, Ph.D. a kolektivem šlechtitelů Výzkumného ústavu vinohradnického Bratislava, křížením odrůd Castets a Abouriou noir.
Křížením těchto dvou odrůd vzniklo 85 semenáčků, ze kterých bylo vyselektováno pro další zkoušky osm jedinců. Pro velkou heterogenitu znaků potomstva byly dále selektovány čtyři typy, ze kterých později vzešly sesterské odrůdy Hron, Nitranka (platný název do roku 2011 Nitra), Rimava a Váh, nesoucí jména slovenských řek.
Castets je autochtonní, středně pozdní, modrá moštová odrůda původu Vitis vinifera z francouzského jihozápadu, z départementu Gironde, která se sem údajně měla dostat z podhůří Pyrenejí, či, podle jiné teorie, byla jako semenáček nalezena r. 1870 poblíž lesa u obce Saint-Macaire a namnožena místním vinařem jménem Nicouleau. Každopádně, jméno získala po muži jménem Castets, který se zasloužil o její rozšíření kolem r. 1875. Je pěstována velmi vzácně, roku 1998 na 0,5 ha a mísena do cuvée vín Vin de Pays v okolí města Aveyron severně od Gaillac, její pěstování je připuštěno též v Provence, v AOC Palette a Vins d'Estaing. Odrůda je poměrně odolná, ale vína dává průměrná.
Abouriou noir je autochtonní, raná, modrá moštová odrůda původu Vitis vinifera z jihozápadní Francie, z regionu Sud-Ouest, z départementu Lot-et-Garonne. Je potomkem odrůdy Magdeleine Noire des Charentes  a pochází ze semenáčku, který byl nalezen kolem r. 1840 a další selekcí upravován do dnešní podoby. Odrůda byla v roce 2007 pěstována ve Francii ve třech klonech na 388 ha s klesající tendencí. Do cuvée se užívá v AOC Côtes du Marmandais a Vins d’Estaing a dále v mnoha Vin de Pays v regionu Sud-Ouest a v údolí Loiry. Pěstuje se též v Austrálii a v Kalifornii. Poměrně odolná odrůda dává kvalitní vína, kterým někdy schází acidita.

## Popis
Réva vinná (Vitis vinifera) odrůda Hron je jednodomá dřevitá pnoucí liána, dorůstající v kultuře až několika metrů. Kmen tloušťky až několik centimetrů je pokryt světlou borkou, která se loupe v pruzích. Úponky révy umožňují této rostlině pnout se po pevných předmětech. Růst je bujný, se vzpřímenými letorosty.
List je středně velký, pětilaločnatý se středně hlubokými výkroji. Povrch čepele je lehce vrásčitý, mírně pokroucený, spodní strana listu je hladká. Řapíkový výkroj lyrovitý, úzce otevřený až uzavřený s průsvitem, řapík je kratší, načervenalý.
Oboupohlavní pětičetné květy v hroznovitých květenstvích jsou žlutozelené, samosprašné. Hrozen je středně velký (13 x 11 cm, 118 g), kónický, řidší, s křidélky. Bobule jsou středně velké, kulaté (14 mm, 1,5 g), tmavě modré až černomodré, silně ojíněné. Dužina je rozplývavá, sladká, chuti jemně kabernetové.

## Původ a rozšíření
Hron je moštová odrůda révy vinné (Vitis vinifera). Odrůda byla vyšlechtěna na Slovensku v roce 1976, Ing. Dorotou Pospíšilovou, Ph.D. a kolektivem šlechtitelů Výzkumného ústavu vinohradnického Bratislava, křížením odrůd Castets a Abouriou noir. V Listině registrovaných odrůd SR je odrůda zapsána od roku 2011, již od roku 2004 je právně chráněná.
Na Slovensku je odrůda pěstována na nevelkých plochách. Ve Státní odrůdové knize České republiky není zapsána, není uvedena ani mezi odrůdami, ze kterých je dovoleno vyrábět zemská vína. V České republice se pěstuje pouze velmi okrajově, na Moravě, kde se lze na místních koštech vzácně setkat s odrůdovými víny.

## Název
Název odrůdy připomíná známou slovenskou řeku Hron, názvy řek jsou slovenskými šlechtiteli používány pro nové odrůdy révy poměrně často. Šlechtitelské označení odrůdy je CAAB 3/22.

## Pěstování
Réví vyzrává dobře a časně. Odrůda obvykle uniká pozdním jarním mrazům, ale na zimní mrazy je citlivější. Hodí se pro většinu vedení, vhodný tvar je střední vedení s řezem na vodorovně vyvázaný tažeň nebo tažeň do mírného oblouku, vhodné jsou podnože T 5C, SO-4 a Cr 2. Doporučované zatížení pro tuto odrůdu je 6–8 oček na m². Plodnost je střední, 7–12 t/ha, dosahovaná cukernatost je 19–24,5 °NM a obsah kyselin 7–11 g/l. Z 1 kg hroznů je výlisnost cca 670 ml moštu. Pro vyšší kvalitu moštu je žádoucí redukovat výnos na 9–10 t/ha.

### Fenologie
Odrůda raší raně až středně pozdně, kvete středně pozdně, dozrává též středně pozdně, na přelomu září a října, ale protože hrozny nehnijí, je možné je sklízet až do poloviny října.

### Choroby a škůdci
Odolnost k padlí révovému (Uncinula necator) je nižší až střední, odolnost k plísni révové (Plasmopara viticola) je střední. Odolnost k plísni šedé (Botrytis cinerea) je střední až vyšší, protože hrozny nebývají příliš husté.

### Poloha a půdy
Vyžaduje dobré, slunné polohy a lehce záhřevné půdy. Nemá ráda suché půdy. Velmi vhodné jsou jižní svahy a půdy hluboké, hlinito-písčité, dobře zásobené vodou a živinami.

## Víno
Vína bývají kvalitní, plná, ovocitá, s jemnou kabernetovou příchutí, intenzívní, sytě tmavočervené barvy. Cukry a kyseliny v nich bývají v harmonickém poměru již záhy, víno lze pít již mladé, ale zráním ještě výrazně nabývá na kvalitě.

### Multimédia
- Ing. Radek Sotolář : Multimediální atlas podnožových, moštových a stolních odrůd révy, Mendelova zemědělská a lesnická universita Brno, zahradnická fakulta v Lednici
- Martin Šimek : Encyklopédie všemožnejch odrůd révy vinné z celýho světa s přihlédnutím k těm, co již ouplně vymizely, 2008–2012